# Anne Kraume
Anne Kraume ist eine deutsche Romanistin und Hochschullehrerin mit Schwerpunkt iberoamerikanische Literatur an der Universität Konstanz.

## Leben
Anne Kraume studierte Romanistik (Spanisch und Französisch) und Germanistik an der Albert-Ludwigs-Universität Freiburg, der Universidad de Granada (Spanien) und der Universität zu Köln. Während ihres Studiums wurde sie durch die Studienstiftung des deutschen Volkes gefördert. Von 2002 bis 2004 war sie wissenschaftliche Mitarbeiterin am Institut für Medienwissenschaft der Universität Potsdam. 2008 wurde sie am dortigen Institut für Romanistik mit einer Arbeit über Das Europa der Literatur. Schriftsteller blicken auf den Kontinent (1815–1945) promoviert. Von 2009 bis 2010 arbeitete sie als wissenschaftliche Mitarbeiterin am Lehrstuhl für Romanistische Kulturwissenschaft an der Martin-Luther-Universität Halle-Wittenberg. Von 2010 bis 2015 war sie wissenschaftliche Mitarbeiterin am Lehrstuhl für französisch- und spanischsprachige Literatur an der Universität Potsdam. 2015 wurde sie auf eine Juniorprofessur für Romanische Literaturen mit Schwerpunkt iberoamerikanische Literatur an der Universität Konstanz berufen. Von 2018 bis 2019 war sie Fellow am Kulturwissenschaftlichen Kolleg des Exzellenzclusters „Kulturelle Grundlagen von Integration“. 
Nach erfolgreicher Evaluation der Juniorprofessur ist sie seit 2022 Professorin für Romanische Literaturen mit Schwerpunkt iberoamerikanische Literatur an der Universität Konstanz.

## Forschung
Zu den Schwerpunkten in ihrer Forschung gehören die Literaturen der Aufklärung und der hispanoamerikanischen Unabhängigkeit, transatlantische Übertragungsprozesse und transatlantischer Wissenstransfer, Erinnerungskultur und Zeugenschaft in Europa und Hispanoamerika, die hispanoamerikanische Essayistik des 18.–21. Jahrhunderts, biblische Intertextualität in den Literaturen Spaniens und Hispanoamerikas, Europakonzeptionen in der europäischen Literatur sowie literarische Mittelmeerdiskurse.
Die aktuellen Projekte 2024 sind Reisende Bibliotheken. Transatlantische Wissensordnungen an der Schwelle zum 19. Jahrhundert, ein Institutionalisiertes Forschungsprojekt sowie Mundos en movimiento, historias entrelazadas – Quinientos años del encuentro de los mundos mexicano y europeo. Welten in Bewegung, verflochtene Geschichten – 500 Jahre Begegnung von Europa und Amerika, ein Veranstaltungsprojekt.

## Auszeichnungen
Ihre Habilitationsschrift Literatur und Unabhängigkeit. Transatlantische Verflechtungen bei Fray Servando Teresa de Mier (1763–1827) wurde 2023 vom Deutschen Romanistenverband mit dem Elise-Richter-Preis ausgezeichnet. Die Jury lobte, dass die Literaturwissenschaftlerin mit ihrem Werk Neuland betrete, indem sie den von ihr untersuchten Schriftsteller vor dem Hintergrund des transatlantischen Kulturaustauschs einordnet. „Dabei liefert sie ein ausgesprochen beeindruckendes Beispiel für die euro-amerikanistische Verflechtungsgeschichte von Gattungen.“

## Publikationen (Auswahl)
Monographien
- Das Europa der Literatur. Schriftsteller blicken auf den Kontinent 1815–1945. De Gruyter, Berlin/New York 2010, ISBN 978-3-1102-3207-3.
- Literatur und Unabhängigkeit. Transatlantische Verflechtungen bei fray Servando Teresa de Mier (1763–1827). De Gruyter, Berlin/Boston 2023, ISBN 978-3-1110-2758-6.

Herausgeberschaften
- mit Vicente Bernaschina, Tobias Kraft: Globalisierung in Zeiten der Aufklärung. Texte und Kontexte zur Berliner Debatte um die Neue Welt (18./19. Jahrhundert). Peter Lang, Frankfurt am  2015,  ISBN 978-3-6316-5444-6.
- mit  Albrecht Buschmann, Julian Drews, Tobias Kraft, Markus Messling, Gesine Müller: Literatur leben. Festschrift für Ottmar Ette. Iberoamericana/Vervuert, Frankfurt am Main/Madrid 2016,  ISBN 978-3-9548-7530-6.
- mit Ottmar Ette, Werner Mackenbach, Gesine Müller: El Caribe como paradigma. Convivencias/Coincidencias. Edition Tranvía, Berlin 2012,  ISBN 978-3-9389-4460-8.
- mit Cristina Fossaluzza: Ausnahmezustände in der Gegenwartsliteratur: nach 9/11. Königshausen & Neumann, Würzburg 2017,  ISBN 978-3-8260-6307-7.